# Rai Muhammad Murtaza Iqbal
Rai Muhammad Murtaza Iqbal é um político paquistanês que é membro da Assembleia Nacional do Paquistão desde agosto de 2018.
Ele foi eleito para a Assembleia Nacional do Paquistão pela NA-149 (Sahiwal-III) como candidato do Movimento Paquistanês pela Justiça nas eleições gerais de 2018 no Paquistão.